# خاندان برمکی
خاندان برمکی، آل برمک یا برامکه از خاندان‌های ایرانی تبار  بودند که در دستگاه خلافت عباسیان بسیار قدرت یافتند. تبار ایشان به متولیان آتشکدهٔ نوبهار در بلخ می‌رسید.
خالد پسر برمک و فرزندش یحیی از مشهورترین افراد این خاندان بودند که در سدهٔ هشتم میلادی در شهر بغداد بسیار اعتبار داشتند. ترجمهٔ بخش بسیار مهمی از آثار ایرانی و حتی یونانی به زبان عربی، در آغازِ نهضت ترجمه مرهون کوشش‌های برمکیان بود.
این خاندان مورد غضب هارون الرشید، خلیفهٔ عباسی، قرار گرفتند.

## تبار و پیشینه

### واژه‌شناسی برمک و نوبهار
برای بررسی پیشینه برمکیان باید تاریخ حضور آنان را به دو قسمت تقسیم کرد؛ پیش از اسلام و دوره اسلامی. واژه برمک، در بیشتر منابع قدیمی لقب عمومی متولیان معبد نوبهار بلخ می‌باشد. مسعودی به دلیل این که در عصر او برمک را لقب و عنوان عام می‌دانستند نوبهار را بیت البرامکه خوانده است. برخی نویسندگان نسل‌های بعدی هم پیرو راه مسعودی شدند و لقب همه متولیان نوبهار را برمک گفته‌اند. به گزارش ابن ازرق کرمانی، برمک لقب متولیان نوبهار بوده که نسل در نسل این منصب را در دست داشتند.
ابن فقیه همدانی نوبهار را بنایی در برابر مکه دانسته است و واژه برمک را محرَّف «باب مکه» و لقب متولی نوبهار بیان کرده است. البته در تحقیقات جدید توضیحات دیگری به دست آمده؛ رد پای این واژه در متون ختنی و تبّتی، و مأخوذ از شکل سانسکریت بودایی Parmukha به معنای رئیس صومعه دریافته‌اند؛ که صورت‌های مختلف این واژه در متون گفته شده حاکی از آن است که این واژه در واقع لقبی برای پیشوای روحانیت بودایی به کار می‌رفته است. این واژه‌ها که مورد استفاده مردم بلخ بوده، بعدها به زبان عربی راه یافته و با تبدیل «پ» به «ب» به صورت برمک درآمده است.
نوبهار را صورتی از واژه سانسکریت نَوَ وهارَ nava-vihara به معنای معبد یا دیر نو آورده‌اند. وهار در سانسکریت به تالارهایی که در آن راهبان در آن قدم می‌زدند گفته می‌شد که البته بعدها به معبد تبدیل شد. نو nava هم در سانسکریت به معنای نو و جدید است. بعضی از محققان نیز نظر بر این دارند که واژه «واو» یا «وار» اوستایی که منظور آتشکده می‌باشد، در سانسکریت به «باره» و «وهار» و سپس «بهار» تبدیل شده است.
ملک‌الشعرا بهار و زین العابدین مؤتمن دربارهٔ این واژه دیدگاهی متفاوت ارائه می‌دهند.

### بلخ و نوبهار
بلخ یکی از قدیمی‌ترین شهرهای خراسان است که هم در دوره باستان و هم در دوره اسلامی حائز اهمیت می‌باشد. شهر بلخ با اینکه از لحاظ سیاسی و مهم‌ترین وجوه فرهنگ و تمدن، متعلق به جهان ایرانی است، اما همچنین یکی از مهم‌ترین مراکز آئین بودا به‌شمار می‌رفته است. از همین رو بسیاری از مورخان و محققان نوبهار را معبدی برای بوداییان دانسته‌اند اما در مقابل نیز عده ای نوبهار (مسجد نُه‌گنبد) را آتشکده و معبدی زرتشتی دانسته‌اند. در واقع آغاز گسترش آئین بودایی به عصر امپراطوری آشوکا در هند بازمی‌گردد که این آئین تا سواحل رود جیحون پیش‌رفته و بلخ را که شهری زرتشتی‌نشین بوده، تحت تأثیر قرار داده است. برخی از جغرافی‌دانان عصر اسلامی بلخ را تختگاه فرمانروایان محلی خراسان که با لقب ترخان (طرخان) شناخته می‌شدند، می‌دانند. در سنگ‌نبشته بهستان، از بلخ یا باختریش (باختر-باکتریا) هم یاد شده است. در گزارش‌های جدید نوبهار را نه یک آتشکده بلکه یک معبد دانسته‌اند؛ اما در رابطه با اسم نوبهار، بعضی بر این باورند که قبل از این معبد پرستشگاه دیگری به نام بهار وجود داشته و چون این معبد جای آن آمده است، آن را نوبهار می‌گویند.
داستان‌هایی در مورد سازنده نوبهار وجود دارد و عده ای آن را به لهراسب و عده‌ای دیگر آن را به بلخیان و فرمانروایان محلی نسبت داده‌اند. در منابعی دیگر نیز بانی نوبهار را یکی از برمکیان دانسته‌اند. به روایت یعقوبی، محل نوبهار در ربض یا حومه بلخ بوده است.

### برمکیان و نوبهار
رابطه برمکیان و نوبهار به آئین خاندان نیز مربوط می‌باشد. در درسته ای از منابع برمک را بودائی دانسته‌اند و او را صاحب قدرت نوبهار گفته‌اند؛ حتی در این منابع ذکر شده است که فرمانروایان چین و هند و سند برای عبادت بت‌ها به بلخ می‌آمدند. در منابع دیگر برمک را تنها یکی از مأموران عالی‌رتبه دولتی دانسته‌اند که علاوه بر حکومت بر منطقه‌ای در بلخ، اداره و تولیت نوبهار را نیز بر عهده داشته است. در حالت کلی اگر برمک خود مقام دینی نداشته باشد، اما ناظر عالی نوبهار بوده است؛ و او را از اشراف بلخ می‌دانسته‌اند.
در دیگر منابع که نوبهار را آتشکده گفته‌اند، نسب برمکیان بلخ را به برمک بن فیروز وزیر شیرویه پسر خسروپرویز ساسانی می‌رسانند.
به هر حال آنچه مشخص است این است که برمکیان تا زمان فتح بلخ توسط مسلمانان، در این شهر زندگی می‌کردند و مشغول اداره نوبهار بوده‌اند و خاستگاه خود را همان بلخ می‌دانستند.

### فتح بلخ توسط مسلمانان عرب
ابن ارزق کرمانی گفته است که بلخ در پی فتح خراسان در زمان عثمان به دست مسلمانان افتاد؛ در پی همین اتفاق برمک، جد خالد، مسلمان شد و به مدینه رفت و عثمان او را عبدالله نامید. در ادامه گفته می‌شود که وی هنگامی که به بلخ برگشت توسط بزرگان طرد شد و به‌دست طلخان (ترخان) کشته شد. پس از قتل برمک، همسر و فرزندانش به کشمیر گریختند. سال‌ها بعد مردم بلخ فرزند برمک برگرداندند. وی بعدها وارد دستگاه خلافت اموی شد.
در روایات مربوط به نخستین دوره فتوحات اسلامی، از برمک و نوبهار اسمی آورده نشده است. در دورهٔ خلافت علی بن ابی‌طالب و در سال ۴۲هجری قمری، بلخ جزو شهرهایی بود که بر ضد مسلمانان شورش کرده بود؛ تا اینکه معاویه حکومت خراسان را به عبدالله بن عامر بن کریز سپرد. در زمان وی بود که نوبهار تسخیر و ویران شد.

## قدرت‌گیری
پایه‌گذاری قدرت برمکیان به دست خالد بن برمک صورت پذیرفت. خالد که نزد مروان حمار نیز جایگاه ممتازی داشت در زمان شروع قیام عباسیان خود را در صفوف لشکریان ابومسلم جای داد و به فرماندهی در سپاه رسید. همکاری با قحطبه بن شبیب موجب شد تا بتواند نزد سفاح راه یابد و به او نزدیک شود. چندی بعد متصدی دیوان خراج گشت و هنگام بنای بغداد نیز که وزارت منصور را بر عهده داشت و او را از تخریب ایوان کسری که خلیفه می‌خواست مصالح آن را جهت بنای بغداد استفاده کند بازداشت.
در ماجرای خلع عیسی بن موسی از ولایتعهدی نیز کفایت خود را نشان داد و سبب مزید تقرب وی گشت. او چندی در غزای بیزانس بود و چندی نیز در طبرستان و ری و دماوند به حکومت رسید. در زمان منصور به حکومت موصل منسوب گردید تا کردهای آن نواحی را که بر اثر ستمگریهای مسیب بن زهیر دست به طغیان زده بودند آرام کند. پس از آن به ریاست دیوان رسائل و چندی بعد به حکومت فارس تعیین شد. سرانجام در ۱۶۹ هجری بدرود حیات گفت.

## زندگی سیاسی
در منابع آورده‌اند که خالد بن برمک از دوستان شیعیان و اهل بیت و مخالفان و دشمنان بنی امیه و بنی مروان بوده، و حتی یکی از فرماندهان لشکر ابومسلم و قحطبه علیه بنی امیه به‌شمار می‌رفت. بعد از کشته شدن آخرین خلیفه اموی، محمدبن مروان، خالد که از جمله سران مجاهدین بود، به خدمت سفاح پیوست و از این زمان است که خاندان برمکی پله‌های ترقی یکی پس از دیگری بالا رفتند و در زمان هارون الرشید به اوج خود رسیدند.

### خالد بن برمک
بنیانگذار قدرت برمکیان خالد بن برمک بود. خالد که پسر برمک و دختر شاه جغانیان بود، بر اساس منابع مسلمان زاده شد و از همان کودکی با مسلمه بن عبدالملک انس یار و همراه بود. تنها زمانی از خالد در تاریخ اسمی به میان می‌آید، که وی به عنوان یکی از داعیان دعوت عباسی در صحنه تاریخ حاضر می‌شود. خالد در گرگان و ری و طبرستان دررفت‌وآمد بود و به تبلیغ دعوت عباسی و ایجاد ارتباط میان طرفداران عباسیان و داعیان می‌پرداخت. یکی از وظایف خالد در این مرحله از دعوت، گردآوری پول از طرفداران قیام ضد اموی و ارسال آن کمک‌ها به داعیان بزرگ بود. او همچنین از جمله فرماندهانی بود که همراه قحطبه بن شبیب به دستور ابومسلم به طوس رفتند و مخالفان را سرکوب کردند. خالد همچنین در جنگ‌های قحطبه در قم و اصفهان و خراسان، وظیفه خزانه‌داری و گردآوری و ثبت و ضبط غنایم و اموال را برعهده گرفته داشت. خالد در این جنگ‌ها منصب رسمی نداشت و رهبران عباسی از مشاوره او استفاده می‌کردند.
با پیروزی دعوت عباسی در سال ۱۳۲ ق. خالد نیز مانند دیگران توسط ابوسلمه خلّال برای سامان دادن به امور شهرها و نواحی مختلف به شوش، جندی‌شاپور و دیرقّنی فرستاده شد. خالد در طول سال‌های خدمتش به اصلاح دیوان‌ها پرداخت و به یکی از نزدیکان سفاح تبدیل شد؛ حتی در بعضی از منابع با اینکه منصب وزارت در آن زمان وجود نداشت، وی را جانشین ابوسلمه خلال، وزیر سفاح دانسته‌اند.
بعد از مرگ سفاح، جایگاه خالد تغییری نکرد و منصور او را مسئول دیوان خراج کرد. یکی از خدمات بزرگ خالد به منصور، خلع عیسی بن موسی، عموی خلیفه از ولایتعهدی و تعیین مهدی، پسر منصور به جای او بود. همین عمل خالد آن را بیشتر از قبل به خلیفه نزدیک کرد و در نتیجه منصور او را به وزارت خود گماشت. البته بر طبق گزارش ابن خلکان وزارت خالد به‌دلیل توطئه‌های ابوایوب موریانی بیشتر از یک سال و چندماه طول نکشید. بر اساس منابع، ابوایوب خواهان مقام خالد بود و تمام تلاشش را برای گرفتن مقام او انجام داد، اما تلاش‌هایش تا زمان شورش فارس موفقیت‌آمیز نبود. به گزارش ابن ارزق خلیفه بعد از شورش فارس، به تشویق ابوایوب ولایت شهر را به خالد سپرد. خالد توانست به وضع فارس سامان بدهد اما ابوایوب او را به تصرف در اموال دیوانی و خراج فارس متهم کرد. در پی همین اتفاق، منصور خالد را عزل کرد و او را به بغداد بازگرداند. اما توطئه‌های ابوایوب بی‌جواب نماندند و خالد به تک‌تک اتهامات پاسخ گفت و در نهایت تبرئه شد. با اینکه خالد توانست خودش را از تمام اتهامات تبرئه کند اما در منابع اطلاعاتی بابت بازگردانی منصبش آورده نشده است؛ اما گفته شده است که در ری فرستاده شد و در آنجا صاحب مقامی گشت. خالد بعد از ری حاکم طبرستان شد. خالد به‌دلیل نشان دادن توانایی در کنترل فارس و طبرستان، به موصل فرستاده شد. به‌رغم تمام موفقیت‌ها، در دورهٔ منصور سه بار اموال خالد شد، و مناصب حکومتی خود را از دست داد، گرچه دوباره موفق به بازپس‌گیری آن‌ها شد. خالد در زمان مهدی عباسی نیز قدرتمند بود. او حکومت فارس را در اختیار داشت و پسرش، یحیی را آن جا فرستاد. محمد بن جریر طبری می‌نویسد: «…در همین روز خبر رسید که «موصل» بشوریده و کردان در آن‌جا پراکنده‌اند. مُسَیب بن زُهیر، حاکم کوفه، که دوست برمکیان بود، به منصور خلیفه عباسی پیشنهاد کرد که کار خواباندن شورش کردان را به خالد برمکی واگذارد که «او برای خواباندن آن شورش تواناست». منصور این پیشنهاد را پذیرفت و خالد را به حکومت موصل برگماشت».

### یحیی بن خالد برمکی
یحیی بن خالد (۱۲۰ یا ۱۲۶ تا ۱۸۹ یا ۱۹۰ ق)، فرزند خالد، از نامدارترین وزیران عصر عباسی بود. یحیی در آخرین سال‌های عمر منصور حکومت آذربایجان را در دست گرفت. وی بعد از مرگ منصور، مسئولیت آموزش و تربیت هارون عباسی را برعهده گرفت. بعد از مرگ خالد، یحیی بیش از پیش به خلیفه نزدیک شد و فرزندان یحیی در دستگاه خلافت شروع به خدمت کردند. مهدی در سال ۱۶۹ ق. زمانی در کنار هارون و یحیی بود، درگذشت. یحیی کسی بود که به هارون توصیه کرد تا حکومت هادی را بپذیرد.
یحیی در زمان خلافت هادی هم مشاور و مربی هارون بود. یحیی کسی بود که تلاش می‌کرد مقام ولایتعهدی هارون را از دست هادی در امان نگه دارد و زمانی که هادی قصد داشت فرزند خود، جعفر را ولیعهد کند، با او مخالفت کرد، هادی اما در این امر به مقابله با یحیی برخاست. با این حال، یحیی توانست دلایل خود را برای هادی توضیح دهد و آن دلایل مورد قبول هادی واقع شد؛ در نتیجه مقام ولایتعهدی هارون حفظ شد. یحیی زمانی که متوجه وخامت شرایط هادی شد، نامه‌هایی را مبنی بر خلیفگی هارون تهیه کرد و زمانی که هادی مرد، نامه‌ها را برای حاکمان شهرها فرستاد.
در منابع آمده است زمانی که یحیی در زندان بود، هادی افرادی را برای کشتن وی فرستاد اما خیزران، مادر هارون، جان یحیی را نجات داد. البته پاره‌ای دیگر از منابع آورده‌اند که ممکن است کسانی که با جعفر (پسر هادی) بیعت کرده بودند و از مرگ هادی و جانشینی هارون نگران بودند، دستور قتل یحیی را داده بوده باشند. به هر حال هادی در همان شبی که یحیی قرار بود کشته شود، درگذشت.
زمانی که هارون در سال ۱۷۰ق به خلافت رسید، یحیی را به وزارت خود گماشت. زمانی که یحیی قدرت را در دست گرفت، توانست قدرت خلافت و وزارت را به اوج خود برساند. البته تمام قدرت برای یحیی نبود بلکه قسمتی از قدرت تا زمان مرگش در سال ۱۷۳ ق. در دست خیزران بود، به گونه‌ای که هم هارون و هم یحیی در مسائل مختلف با او مشورت می‌کردند. هارون در سال ۱۷۸ ق. تمام امور را به یحیی سپرد و وی را به اولین «امیر وزیر» تبدیل کرد.

### فضل بن یحیی
فضل بن یحیی (۱۴۷ یا ۱۴۸ تا ۱۹۳ ق) هفت روز به پایان ذی‌الحجه یا هفت روز پیش از تولد هارون، به دنیا آمد. فضل به خاطر روابط پدرش با خلفا، با اعضای خاندان خلیفه رابطه نزدیکی داشت و حتی با هارون برادران رضاعی بود.
فضل در محیط سیاست و حکومت پرورش یافت و زمانی که پدر وزیر شد، وی به عنوان نایب و قائم مفام پدر به کار پرداخت و به همین سبب «وزیر کوچک» خوانده شد. هارون تربیت فرزند خود، محمدامین، را به فضل سپرد بر طبق گزارش حمزه اصفهانی، فضل حکومت جرجان و سیستان و خراسان و جبال را در دست گرفت. در بعضی منابع ذکر شده است که دلیل این واگذاری، شورش یحیی بن عبدالله بن حسن مثنی در طبرستان بود، اگرچه صحت آن صددرصد مورد تردید است.
بارتولد، از محققان معاصر، نیز آورده است که حکومت‌های طبرستان و جبال در سال ۱۷۶ ق. و حکومت خراسان در سال ۱۷۸ ق. به فضل داده شده بود. یعقوبی اولین اقدام فضل در خراسان را سرکوب شورش طالقان در ماوراءالنهر دانسته است. فضل توانست خاقان ترک را شکست دهد و غنیمت بسیاری به دست آورد؛ حتی شاعری در وصف پیروزی فضل این گونه سروده است:
للفضل یوم الطالقان و قبلهیوم اناخ به علی طالقان
ما مثل یرمبه اللذین توالیافی غزوتین توالیا یومان.

براساس منابع، حصاری که در شرق شهر راشت، از ثغور اسلام، به دستور فضل برای مقابله با ترکان بنا شده، مربوط به همین دوره بوده است. وی همچنین زمانی که در خراسان حضور داشت، در تلاش بود تا معبد نوبهار را ویران کند؛ البته تنها قسمتی از معبد ویران شد و جای آن، مسجدی را بنا کرد. فضل در خراسان اقدامات کثیری انجام داد؛ از جمله تشکیل لشکری بزرگ از ایرانیان خراسانی، وی همچنین در خراسان مسجد، آب‌انبار و رباط‌های بسیاری ساخت.

در سال ۱۷۹ ق. حکومت خراسان از دست فضل خارج شد و به دست منصور بن یزید افتاد اما حکومت طبرستان و ایالت جبال تا مدت‌ها بعد در دستش ماند. در سال ۱۸۳ ق. در ارمنستان شورشی صورت گرفت؛ به همین دلیل فضل سپاهی به فرماندهی عبدالملک بن خلیفه الحرشی به آن جا فرستاد اما عبدالملک شکست خورد و همین باعث عصبانیت هارون از فضل شد. بعد از این واقعه فضل تمام مناصبش را از دست داد و فقط تربیت محمدالامین به عهده‌اش گذاشته شد.

بر اساس منابع موجود از روابط یحیی با فرزندانش، فضل بر جعفر نزد یحیی ترجیح داشت و در برابر این علاقه یحیی به فضل، هارون خودش را به جعفر بیشتر نزدیک می‌کرد؛ و حتی جهشیاری نقل قولی از هارون آورده است که به یحیی می‌گوید: «جعفر از آن من و فضل از آن توست».

### جعفر بن یحیی
جعفر بن یحیی برمکی (۱۴۲ یا ۱۵۰ تا ۱۸۷ ق) فرزند دیگر یحیی بود اولین شغل رسمی جعفر اداره امور دربار خلافت در ایام هارون‌الرشید بود. هارون در همان زمان در مقابل جایگاهی که فضل نزد یحیی یافته بود، جعفر را وزیر کوچک خود خواند. همچنین جعفر در دوره‌ای در ریاست دیوان مظالم با هارون الرشید شریک بود. در منابع مختلف آمده است که هارون تحمل دوری جعفر را نداشت و با اینکه سرپرستی بعضی ولایات را در زمان‌های متفاوت به او سپرده بود، جعفر برمکی مجبور بود به جای ترک بغداد، نایبان مورد اعتمادش را به آن ولایات بفرستد. او تنها در سال ۱۸۰ ق. به دلیل درگیری‌های قبیله‌ای به شام رفت و به درگیری‌ها پایان داد. بر طبق نوشته‌های طبری هارون به دلیل نارضایتی مردم از موسی بن عیسی، حکمران مصر، در سال ۱۷۶ ق. او را برکنار و جعفر را حاکم مصر کرد. جعفر نیز نایب خود، عمر بن مهران، را به آن جا فرستاد. در منابع آمده است که جعفر در زمانی نیز والی خراسان بوده است؛ در این مورد حمزه اصفهانی گفته است که بعد از فضل، منصور بن یزید و پس از او جعفر مسئولیت خراسان را به عهده گرفت. جعفر نیز علی بن حسن قحطبه را به نیابت از خود به خراسان فرستاد.
جعفر همچنین ریاست دیوان خاتم را برعهده داشت. بسیاری از منابع آورده‌اند که این منصب در ابتدا در اختیار فضل بود که نیابت وزارت را داشت؛ اما بعد از عزلش از حکومت خراسان، این مقام نیز از او گرفته و به جعفر داده شد. از دیگر مشاغل جعفر می‌توان به ریاست کل برید و ریاست دارالضرب‌ها اشاره کرد. وی همچنین در اواخر ایام خاندان برامکه، سپهسالار (صاحب الجیش) نیز بود. جعفر از سوی هارون مسئول آموزش عبدالله المأمون شد. فرزند خود جعفر، یحیی بن جعفر، برادر رضاعی دیگر فرزند هارون، یعنی امین، بود.
در رابطه با علاقه هارون به جعفر مورخان بسیاری صحبت کردند و در منابع بسیاری گفته شده است که هارون به سبب علاقه‌اش به جعفر او را وزیر ثانی خود لقب داد و حتی براساس روایاتی نامش را بر سکه‌ها ضرب می‌کرد. هارون همچنین به عباسه، خواهر خود، علاقه بسیار داشت و برای اینکه از هیج یک از آن‌ها غافل نشود، آن دو را به عقد یکدیگر درآورد. البته این عقد صوری بوده و آن‌ها تنها در حضور هارون می‌توانستند نزد یکدیگر باشند.

## سقوط
سقوط برمکیان با آن قدرت و ثروت قابل پیش‌بینی نبود. تمام مشاغل مهم دولتی در دست اطرافیان یحیی بود و همیشه بیست و پنج نفر از برمکیان مهم‌ترین مشاغل لشکری و کشوری را بعهده داشتند. شاهان دیگر کشورها برای آن‌ها هدایایی می‌فرستادند و احترامی که برای آن‌ها قایل بودند برای خلیفه معمول نمی‌داشتند و این امر موجب تحقیر هارون می‌گردید. قدرت و ثروت افسانه‌ای برمکیان خود مزید علتی بر نابودی و سقوط آنان شد چرا که قدرت و ثروت بی حد برمکیان رشک خلیفه و دیگر عناصر صاحب نفوذ و مخالفان و دشمنان آنان را برانگیخت و باعث شد دشمنان شان با بد گویی از ایشان و بدگمان کردن خلیفه نسبت به ایشان آنان را از عرصه قدرت کنار بزنند. مخالفان خاندان برمکیان اندک اندک در دربار خلیفه قدرت و نفوذی به دست آوردند، اشخاصی چون فضل بن ربیع، علی بن عیسی بن ماهان، زراره بن محمد، پسران قحطبه، جعفر بن عبدالله هاشمی و ابو ربیعه رقی و بسیاری دیگر که برخی کینه‌های دیرینه از برامکه بر دل داشتند و توانستند از نفوذ خود در بدگمان کردن خلیفه نسبت به آن‌ها استفاده کنند. از جمله آن‌ها را متهم به زندقه و حمایت از زنادقه می‌کردند.
همچنین هارون الرشید حمایت برمکیان از یحیی بن عبدالله علوی و پسرش موسی بن یحیی که در دیلم داعیه امامت داشتند را نوعی خیانت از جانب آن‌ها در حق خویش تلقی می‌کرد. همچنین جعفر را با پسر عبدالملک بن صالح که داعیه خلافت داشت، مرتبط می‌دانست. رقابت دیرینه عنصر اعراب و ایرانی نیز در سقوط ایشان بی تأثیر نبود. از طرف دیگر ماجرای جعفر و عباسه نیز مزید بر علت خشم هارون نسبت به برمکیان شد. در حقیقت بهانه اصلی سقوط ایشان ارتباط پنهانی جعفر با عباسه خواهر خلیفه و دیگری نارضایتی هارون از قدرت و نفوذ بی‌اندازه‌ای که خاندان برمکیان به دست آورده بودند. اقتدار برمکیان در واقع نمایش قدرت و نفوذ عنصر ایرانی در دستگاه خلافت عباسی بود و این چیزی نبود که اعراب و شخص خلیفه آن را برتابند.
هارون در ذی‌حجه ۱۸۶ هجری قمری همراه برمکیان مراسم حج را انجام داد و در محرم ۱۸۷ به دایرالعمر در انبار رسید. هارون در بازگشت از سفر حج در شب آخر محرم سال ۱۸۷ هجری جعفر را به کام مرگ فرستاد و مسرور خادم به دستور هارون سر از تن جعفر جدا کرد. همان شب خانه‌های برامکه و یاران و دست پروردگانشان را نیز محاصره و جز چندی، همه برامکه را دستگیر و اموالشان را مصادره کرد و بسیاری از آن‌ها را کشت و بسیاری دیگر را به طمع گنجینه‌های برامکه به زیر شکنجه گرفت. یحیی را در منزل خود و فضل را در دارالخلافه حبس کرد. هارون از میان برامکه، بعضی از فرزندان خردسال فضل و جعفر و محمد پسران یحیی، و محمد بن خالدبن برمک و فرزندان و وابستگانش را که در امور دولت، نقشی نداشتند را، آزاد کرد.
بعد از سقوط برامکه ضعف و فساد دولت عباسیان را دربر گرفت و هارون از این اقدام خود ابراز تأسف کرد. بعدها مأمون به بقایای برامکه توجه کرد لیکن آن‌ها دیگر حشمت و قدرت قبلی خود را بازنیافتند.
در قرون بعد ایل دنبلی که خانات حاکم در موصل و خوی و دیاربکر بودند مدعی انتساب یه برامکه داشته و بخشی از این خاندان در ایران نام خانوادگی برمکی را انتخاب نمودند.

## در ادبیات
در شعر شاعران زمان عباسیان در مورد اعضای خاندان برمکی اشعاری گفته شده است. در بعضی از اشعار برمکیان را نامسلمان معرفی کرده‌اند و حتی یحیی برمکی را ساحر و کافر نامیدند. دلیل این اتهامات ساخت معبد نوبهار به دست نیاکان برمکیان می‌باشد:
| اوحش النوبهار من بعد جعفر و لقد کان بالبرامک یعمر |  | قل لیحیی این الکهانهٔ والسَحر و این النجوم عن قتل جعفر |

«نوبهار پس از جعفر بی کس و تنها شد؛ نوبهاری که به خواست برمکیان آباد شده‌بود. یحیی را بگو کهانت و جادویت کجا شد و ستارگان چرا خبر از قتل جعفر نداند؟»
صادق هدایت در داستانِ کوتاهی به نام «آخرین لبخند» از مجموعه داستان «سایه روشن» با نگاهی دراماتیک و نسبتاً جانبدارانه به تبار، سرگذشت و سرنوشت این خاندان می‌پردازد.